# فالديمار كوخ
فالديمار كوش (بالألمانية: Waldemar Koch )‏ (و. 1880 – 1963 م) هو اقتصادي، ومدقق حسابات، وأستاذ جامعي ألماني، ولد في باد هاغزبورغ، كان عضوًا في الحزب الديمقراطي الحر، توفي في برلين، عن عمر يناهز 83 عاماً.

## التعليم
تعلم في جامعة برلين للتكنولوجيا.